# Rafael (Motovlov)
Rafael (nome secular: Leonid Semyonovich Motovilov, até 2009 - Prokopiev; 18 de Setembro de 1947, Vila Eral, Distrito de Ashinski, região de Chelyabinsk) - Presidente do Santo Sínodo da organização religiosa não canônica "Verdadeira Igreja Ortodoxa", reconhecido como Primaz da Verdadeira Igreja Ortodoxa, Arcebispo de Moscou, Metropolita de Toda a Rússia.

## Biografia
Nasceu em 1947. Em sua autobiografia, ele diz que seu pai Malofeev Semyon Andrianovich, que lutou toda a Grande Guerra Patriótica como Sargento de Companhia, se separou da mãe de Motovilov antes mesmo de seu nascimento. Sobre seu avô materno Ivan Grigorievich Motovilov, a autobiografia diz que ele morreu em 1941 perto de Leningrado, como Comandante de Divisão.

### Carreira Militar
Em 1969 ele se formou na Escola de Oficiais. Como cadete, ingressou no Partido Comunista da União Soviética. 
Ele serviu no Grupo de Forças do Norte, na Polônia, depois em Transbaicália.
Depois de se formar na Academia Militar Frunze comandou um regimento de fuzileiros motorizados de força reduzida por dois anos e um regimento implantado no Distrito Militar da Transcaucásia por mais dois anos.
Ele recebeu o posto de Tenente Sênior, Capitão e Tenente-Coronel antes do previsto.
Da Transcaucásia, ele foi transferido como parte de uma missão secreta soviética enviada ao Líbano para participar das hostilidades. Serviu como Conselheiro Militar.
Em 1984, perto de Beirute, ele foi atingido por uma mina, perdeu a perna direita e machucou a esquerda. A operação foi realizada por cirurgiões franceses, após o que o Presidente da Síria, Hafez al-Assad, alocou seu próprio avião para entregar o Tenente-Coronel soviético do Departamento Central de Inteligência (GRU) a Moscou. Em Moscou, Leônidas Prokopiev foi tratado no Hospital Militar V.I. Burdenko e no Instituto de Cirurgia Vishnevski. Ele foi recebido no primeiro grupo de deficientes, mas por ordem do Ministro da Defesa da URSS Dmitry Yazov foi deixado nas fileiras das Forças Armadas da URSS e foi promovido ao posto de Coronel.[carece de fontes?]

### Atividades Religiosas
Em 1991 ele se aposentou e organizou seu próprio "Centro de Cura".
Tendo criado o "Centro de Cura", o Coronel Leônidas Prokopiev apelou ao Patriarcado de Moscou para aceitar oficialmente sua organização para "nutrição espiritual". Não tendo recebido resposta, ele se dirigiu a Lázaro Vasiliev, João Bereslavski e Ticônio Filippov, de quem recebeu ordenação, primeiro como diácono, depois padre e, mais tarde, bispo.
No início dos anos 1990, ele estava ativamente envolvido com o ocultismo no Centro "Prois" e no “Templo do Arcanjo Rafael” especialmente criado no centro de Moscou (Radio Street, 12).
Segundo alguns relatos, por volta de 1996, Rafael (Prokopiev) entrou na jurisdição da Igreja Ortodoxa Ucraniana do Patriarcado de Quieve, onde foi ordenado “Bispo de Krasnoyarsk”. Segundo outras fontes, ele recorreu a Filareto (Denisenko) com um pedido de consagração, mas não foi aceito nem para uma conversa. Recebeu a consagração dos bispos da Igreja Autocéfala Ortodoxa Ucraniana.
Organizou e conduziu em 19 de dezembro de 1996 na Catedral da Epifania de Noginsk, juntamente com Adriano (Starina), Varukh (Tyschenkov), Sérgio (Sarkisov), "a coroação" do "Imperador Nicolau III"(o impostor Nicolau Dalsky, que se declarou filho do Czarevich Alexei) e da "Imperatriz Natália". Os guardas foram fornecidos pelos militantes da Assembleia Nacional Ucraniana - Autodefesa do Povo Ucraniano (UNA-UNSO) e pela Frente Patriótica Nacional "Memória" (Pamyat NPF). A data 19 de dezembro de 1996 foi escolhida para a coroação tendo em vista a previsão da restauração da Monarquia na Rússia, feita em 1995 pela Fundação Internacional para Previsões Astrológicas e Psíquicas "Estratégia".
Em 1997, Rafael (Prokopiev) se juntou à Igreja Ortodoxa Verdadeira Russa, que estava construindo sua linha de sucessão para a Igreja Ortodoxa Autocéfala Ucraniana. Em 21 de setembro de 1997, foi reordenado (foi realizada nova consagração) e recebeu o título de "Bispo de Volokolamsk", Vigário da Diocese de Moscou. Sua reordenação contou com a presença do "Metropolita Krutitski", Ambrósio (Katamadze), "Arcebispo Dmitrovski", Estevão (Linitski) e "Bispo de Gainatsky e Imereti", Moisés (Khodzhava).
No início de 1998, o "Arcebispo" Rafael (Prokopiev) foi eleito Primeiro Hierarca da Verdadeira Igreja Ortodoxa Russa e agraciado com o título de "Metropolita".
Já em 13 de março de 1999, ele foi afastado do cargo e removido do quadro de funcionários, e em 27 de novembro do mesmo ano, pelo Sínodo da Igreja Ortodoxa Verdadeira Russa, ele foi privado de sua dignidade de "bispo" por violar os cânones da Igreja e praticar a percepção extra-sensorial.
Não reconhecendo sua deposição, Rafael (Prokopiev) no mesmo ano (1999) formou uma nova organização religiosa, que foi batizada de Igreja Ortodoxa da Rússia (Verdadeira Igreja Ortodoxa). Após um curto período de tempo, Rafael (Prokopiev) foi agraciado com o título de "Abençoado Metropolita de Moscou, Guardião das Portas do Santo Sepulcro".
Em julho de 2003, ele organizou e conduziu um Conselho de Unificação de Bispos da Verdadeira Igreja Ortodoxa na Rússia, que resultou na unificação de uma série de pequenos grupos religiosos de ortodoxia não canônica na organização religiosa "Igreja Ortodoxa da Rússia (Verdadeira Igreja Ortodoxa)". Rafael (Prokopiev) foi eleito Primeiro Hierarca da organização religiosa formada (Metropolita de Moscou).
Em 2005 foi agraciado com o título de "Arcebispo de Moscou, Metropolita de toda a Rússia" e o direito de usar um cucúlio patriarcal branco.
Por decisão da 3ª Sessão do Conselho Local da Verdadeira Igreja Ortodoxa em 24 de junho de 2005, ele foi eleito o Sacerdote Chefe da Verdadeira Igreja Ortodoxa com o título de "Santíssimo Arcebispo de Moscou, Metropolita de Toda a Rússia."
Ele se autodenomina descendente de Nicolau Motovilov, que testemunhou a vida do Monge Serafim de Sarov. Em meados de 2009, mudou de sobrenome, passando a ser conhecido como Motovilov. Junto com ele, os dois filhos mudaram de sobrenome - Sergei e Anton.
Em 14 de outubro de 2017, durante uma visita à Grécia, ele foi tonsurado no Grande Esquema com o nome de Serafim (em homenagem ao Monge Serafim de Sarov). A tonsura foi chefiada pelo Primaz da Verdadeira Igreja Ortodoxa da Grécia, Metropolita Ângelo.